# Federación de las Indias Occidentales
Indias Occidentales (en inglés: West Indies), oficialmente Federación de las Indias Occidentales (Federation of the West Indies), fue una efímera asociación de colonias británicas del Caribe que tuvo lugar entre 1958 y 1962. Con una superficie de unos 20.253 km² (comparable a la de Israel) y una población aproximada de unos 3,2 millones de habitantes en esa época (comparable a la de la actual Uruguay), estuvo integrada por varios de los actuales estados del Caribe. Dejó de existir en 1962 con la independencia o separación de los dos estados más grandes de la federación: Jamaica y Trinidad y Tobago.
La Federación tuvo internamente un gobierno semifederal dividido en 10 provincias, todas posesiones británicas organizadas así desde 1958 por el Reino Unido. Su capital fue la ciudad de Chaguaramas, su idioma oficial fue el inglés, y la base legal de su gobierno fue la Ley de la Federación del Caribe Británico (British Caribbean Federation Act) de 1956.

## Provincias
Las doce provincias o unidades territoriales de la Federación de las Indias Occidentales fueron las siguientes:
| Bandera | Provincia                                | Capital       | Población | Área (km²) |
| ------- | ---------------------------------------- | ------------- | --------- | ---------- |
|         | Antigua y Barbuda                        | St. John's    | 57 000    | 440        |
|         | Barbados                                 | Bridgetown    | 234 000   | 431        |
|         | Islas Caimán (parte de Jamaica)          | George Town   | 9000      | 264        |
|         | Dominica                                 | Roseau        | 61 000    | 750        |
|         | Granada                                  | Saint George  | 91 000    | 344        |
|         | Jamaica                                  | Kingston      | 1 660 000 | 10 991     |
|         | Montserrat                               | Plymouth      | 13 000    | 102        |
|         | San Cristóbal-Nieves-Anguila             | Basseterre    | 55 600    | 351        |
|         | Santa Lucía                              | Castries      | 95 000    | 616        |
|         | San Vicente y las Granadinas             | Kingstown     | 83 000    | 389        |
|         | Trinidad y Tobago                        | Puerto España | 900 000   | 5131       |
|         | Islas Turcas y Caicos (parte de Jamaica) | Cockburn Town | 6000      | 430        |
|         | Federación de las Indias Occidentales    | Chaguaramas   | 3 264 600 | 20 239 km² |

## Disolución
Muchas razones se han esgrimido para explicar la desaparición de la federación, algunas de ellos incluyen la absoluta falta de apoyo popular, los nacionalismos que competían en las islas, la debilidad del gobierno federal, problemas con los impuestos federales y la libertad de circulación, las insuficiencias en la Constitución Federal, los cambios fundamentales a la Constitución en una etapa muy temprana de su existencia, luchas políticas entre los líderes influyentes, la decisión de los tres políticos más influyentes de impugnar las elecciones federales, la fricción entre estos dirigentes y el gobierno federal, la abrumadora concentración de la población y los recursos en las dos unidades más grandes, la distancia geográfica y cultural entre las unidades, la falta de una historia común de la administración, y el impacto del período de autogobierno que siguió a la promoción del sistema de colonia de la Corona.(Crown Colony system.)
Sin embargo, el catalizador de inmediato de la disolución de la Federación fue el descontento de Jamaica. En 1961, hubo una serie de razones para que Jamaica expresara su insatisfacción con el estado de las cosas:
- Jamaica está bastante alejada de la mayoría de las otras islas de la Federación, situadas a varios cientos de millas al Este.
- Jamaica tuvo un menor porcentaje de escaños en el parlamento federal con respecto a la población total de la Federación.
- Se creía que las islas más pequeñas agotarían la riqueza de Jamaica.
- Muchos se molestaron por el hecho de que Kingston, capital de Jamaica, no había sido elegida como la capital federal.

La Federación de las Indias Occidentales fue legalmente disuelta por el Parlamento del Reino Unido mediante la Ley de las Indias Occidentales de 1962. El resto de "Pequeñas Ocho" provincias, una vez más, se convirtieron en colonias autónomas bajo la supervisión directa de Londres, la mayoría de los cuales más tarde se convirtió en independiente, como sigue:
- Barbados (1966)
- Granada (1974)
- Dominica (1978)
- Santa Lucía (1979)
- San Vicente y las Granadinas (1979)
- Antigua y Barbuda (1981)
- San Cristóbal y Nieves (1983)

Montserrat sigue siendo un territorio de ultramar del Reino Unido, las Islas Caimán e Islas Turcas y Caicos fueron separados de Jamaica cuando esta accedió a su independencia en 1962, Anguila se separó de San Cristóbal y Nieves en 1980. Reino Unido sigue manteniendo estos tres territorios (Islas Caimán, Islas Turcas y Caicos y Anguila) también como territorios británicos de ultramar.